# Zephyranthes ciceroana
Zephyranthes ciceroana M. Mejía & R.G. García es una especie de planta bulbosa perteneciente a la familia de las amarilidáceas endémica de la República Dominicana.

## Descripción
Es una planta bulbosa, herbácea con las hojas de color verde brillante, de corola blanca y fruto verde.

## Distribución y hábitat
La planta existe al bosque muy húmedo al este de Villa altagracia, en la Loma Mariana Chica, próximo a la cima de la montaña, a una altitud de 650 metros y coordinadas de 18°41′00″N 070°08′00″O / 18.68333, -70.13333

## Taxonomía
Zephyranthes ciceroana fue descrita por R.G. García y M.M. Mejía la revista MOSCOSOA, en el año 1994.
Etimología
Zephyranthes: nombre genérico que proviene de (Zephyrus, Dios del viento del oeste en la mitología griega y Anthos, flor) puede traducirse como "flor del viento del oeste", siendo el "viento del oeste" el que trae la lluvia que desencadena la floración de estas especies.
ciceroana:  se refiere al apellido del biólogo Julio Cicero, a quien está dedicada la planta como reconocimiento a su trabajo con el género Zephyranthes en la República Dominicana